# Hellmuth Reymann

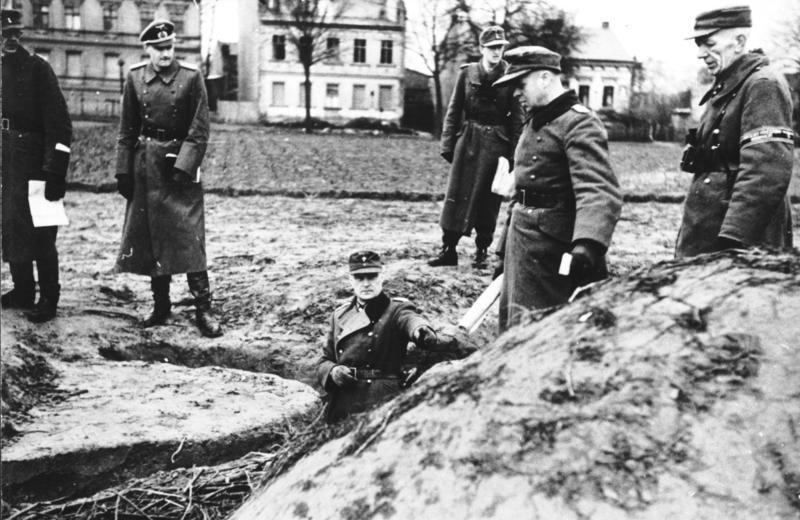
Hellmuth Reymann en 1945

Hellmuth Reymann (24 de noviembre de 1892 - 8 de diciembre de 1988) fue un oficial del ejército alemán (Wehrmacht Heer) en la Segunda Guerra Mundial. Además fue uno de los últimos comandantes del área de defensa de Berlín durante el asalto final de las fuerzas militares soviéticas a esta ciudad.

## El norte de Rusia
A partir del 1 de octubre de 1942 al 1 de octubre de 1943, el Teniente General (Generalleutnant) Reymann comandó la 212.º División de Infantería (212.Infanterie-División) en el norte de Rusia. Su división era parte del Grupo de Ejércitos del Norte.
Desde el 1 de octubre de 1943 al 1 de abril de 1944, Reymann fue transferido al Grupo de Ejércitos Norte para que dirigiese la 13.º división de la fuerza aérea de campo (13.Luftwaffe -Feld-División). Su comando era parte del XXVIII Cuerpo de Ejército (XXVIII.Armeekorps) y quienes se encontraban combatiendo en Rusia. La división de Reymann incluía el 25.º Regimiento de Infantería Móvil, el 26.º Regimiento de Infantería de Campo, y el 13.º Regimiento de Artillería de Campo. El XXVIIIº Cuerpo de Ejército se adjuntó al 18.º ejército.
La 13.º División de la Fuerza Aérea de Campo, bajo el mando Reymann sufrió grandes pérdidas en la retirada de Leningrado. La división se disolvió en abril de 1944.
A partir del 1 de abril de 1944 al 18 de noviembre de 1944, Reymann dirigió la 11.º División de Infantería (11.Infanterie-División) en el norte de Rusia. En octubre de 1944, la división de Reymann fue rodeada en Letonia por un gran número de unidades alemanas en lo que se denominaría como el Courland Pocket. Reymann fue sustituido por el Teniente General (Generalleutnant) Feyerabend Gerhard y regresó a Alemania.

## Dresde, 1945
El 6 de marzo de 1945, Reymann fue llamado telefónicamente por el ayudante en Jefe de Hitler, el General Wilhelm Burgdorf. Burgdorf ordenó  a Reymann tomar el mando de las defensas de Dresde. Después de que Reymann se burlara en esta orden, Burgdorf colgó el teléfono. Burgdorf contactó nuevamente a Reymann y esta vez le informó que Hitler lo había nombrado personalmente jefe de la defensa de la zona de Berlín. Reymann sustituyó al General Bruno Ritter von Hauenschild de inmediato y comenzó los preparativos para la inminente Batalla de Berlín.

## Berlín, 1945
Cuando entró en Berlín, Reymann encontró que había heredado casi nada de su predecesor, von Hauenschild. Después de una investigación más a fondo, Reymann descubrió que Hitler y Joseph Göbbels habían ordenado que cualquier comentario derrotista diera lugar a una ejecución inmediata. No se habían trazado planes para evacuar a la población civil que aún se encontraba en la ciudad. No se habían almacenado alimentos en caso de un asedio enemigo. Reymann se puso a trabajar, independientemente de estas deficiencias. Hizo todo lo posible para preparar a la ciudad para el inminente ataque que los líderes nazis principales se negaban a reconocer. Reymann fue también un notable oponente de la destrucción de los puentes de Berlín. Si bien la destrucción de los puentes que conducían a Berlín podría frenar la invasión de Rusia, Reymann creía que, en caso de los puentes fueran destruidos, esto también privaría a la ciudad de electricidad, agua y combustible. En su opinión, Berlín moriría de hambre y dejaría de ser una ciudad influyente en Europa.
Antes que la ciudad fuera cercada, al parecer Reymann instó a Hitler para que éste evacuara a la población civil de Berlín. Sin embargo, fue rechazado.
El 15 de abril, Reymann se reunió con el arquitecto Albert Speer y el General Gotthard Heinrici, el Comandante en Jefe del Grupo de Ejércitos Vístula, para discutir el plan de Hitler de tierra quemada (véase Decreto Nero) al cual Speer se oponía desde en secreto. Aunque Speer se niega a Reymann, hace la promesa de dialogar con Heinrici antes de la destrucción de infraestructura vital ciudad. Heinrici también se opone a la política de tierra quemada.
En 21 de abril, Joseph Goebbels, como Reich Comisionado para Berlín, ordenó: "ningún hombre capaz de portar armas podrá salir de Berlín." Sólo Reymann, como comandante de la Zona de Defensa de Berlín, podría emitir una exención. Los funcionarios Senior del Partido Nazi, quienes habían condenado cómodamente a los miembros del ejército por retirarse, apresuraron a Reymann para obtener las autorizaciones necesarias para salir. Reymann gustósamente firmó más de 2000 pases para deshacerse de esos "guerreros de sillón". El Jefe de Estado Mayor de Reymann, Hans Refior, comentó: "Las ratas están abandonando el barco que se hunde."
Tanto Wilhelm Burgdorf como Joseph Goebbels convencieron a Hitler de que Reymann fuera relevado de su mando. Cuando Reymann optó por no localizar a su oficina junto a la de Goebbels, éste, tomo el acto como algo personal en su contra.
El 22 de abril, Hitler relevó Reymann de su mando por su derrotismo y lo reemplazó por el recién promovido General Ernst Kaether. Kaether era el exjefe de Estado Mayor, del comisario político del Ejército alemán ( Wehrmacht Heer ). Sin embargo, Kaether nunca ejerció el mando pues las órdenes anteriores fueron canceladas al día siguiente. Al final del día, Hitler tomó personalmente el mando de las defensas de la ciudad junto con su suplente, Erich Bärenfänger ,otro recién ascendido General. El resultado de todo esto es que, a la entrada del ejército de la soviético a los suburbios de de Berlín, era propio Hitler quien controlaba de las defensas de la ciudad.
Un día más tarde, el 23 de abril, Hitler cambió de opinión y el General de Artillería (Generalder artillería) Helmuth Weidling, fue nombrado el nuevo comandante de la Zona de Defensa de Berlín. Weidling permaneció en el mando de las defensas de Berlín hasta la rendición de la ciudad ante el General soviético Vasily Chuikov.

## Ejército Grupo Spree
Después de su despido como el comandante de la Zona de Defensa de Berlín, a Reymann se le asignó una débil división cerca de Potsdam. La división recibió el dudoso título de "Grupo de Ejércitos Spree". Reymann fue incapaz de establecer conexión con las fuerzas del general Walther Wenck debido a las poderosas fuerzas del ejército rojo soviético. Sin embargo, entre el 28 y el 29 de abril, cerca de 20000 hombres de Reymann pudieron huir hacia Elbe a través de una estrecha vía de escape obtenida por el 12 de Ejército de Wenck.

## Premios
- Cruz de Hierro Cruz de Hierro ( Eisernes Kreuz1914) 
  - 2 ª Clase (2.Klasse) (16 de septiembre de 1914)
  - 1 ª Clase (1.Klasse) (4 de marzo de 1915)
- Clasp a la Cruz de Hierro Cruz de Hierro ( Eisernes Kreuz1939) 
  - 2 ª Clase (2.Klasse) (28 de noviembre de 1939)
  - 1 ª Clase (1.Klasse) (18 de junio de 1940)
- Cruz Alemana en oro (22 de noviembre de 1941)
- Knight's Cross ( Ritterkreuz des Eisernen Kreuzes ) con Hojas de Roble (MIT Eichenlaub') 
  - Knight's Cross (5 de abril de 1944)
  - Hojas de Roble (28 de noviembre de 1944) - # 672 Commander (Kommandeur') 11 ª División de Infantería (11.Infanterie-División)